# Wald bei Burg Dinklage
Wald bei Burg Dinklage este o arie protejată (arie specială de conservare — SAC, sit de importanță comunitară — SCI) din Germania întinsă pe o suprafață de 118,31 ha, integral pe uscat.

## Localizare
Centrul sitului Wald bei Burg Dinklage este situat la coordonatele 52°39′26″N 8°08′59″E / 52.6572°N 8.1497°E.

## Înființare
Situl Wald bei Burg Dinklage a fost declarat sit de importanță comunitară în ianuarie 2005 pentru a proteja 2 specii de animale. Situl a fost protejat și ca arie specială de conservare în octombrie 2017.

## Biodiversitate
Situată în ecoregiunea atlantică, aria protejată conține 4 habitate naturale: Păduri de fag Luzulo-Fagetum, Păduri de stejar sau de stejar și carpen sub-atlantice și medio-europene de Carpinion betuli, Păduri acidofile de stejar bătrân cu Quercus robur pe câmpii nisipoase, Păduri aluvionare cu Alnus glutinosa și Fraxinus excelsior (Alno-Padion, Alnion incanae, Salicion albae).
La baza desemnării sitului se află mai multe specii protejate:
- amfibieni (1): triton cu creastă (Triturus cristatus)
- nevertebrate (1): Osmoderma eremita Complex